# Cantone di Condat-sur-Vienne
Il Cantone di Condat-sur-Vienne è una divisione amministrativa dell'arrondissement di Limoges.
È stato costituito a seguito della riforma approvata con decreto del 20 febbraio 2014, che ha avuto attuazione dopo le elezioni dipartimentali del 2015.

## Composizione
Comprende i seguenti 12 comuni:
- Boisseuil
- Condat-sur-Vienne
- Eyjeaux
- Pierre-Buffière
- Saint-Bonnet-Briance
- Saint-Genest-sur-Roselle
- Saint-Hilaire-Bonneval
- Saint-Jean-Ligoure
- Saint-Maurice-les-Brousses
- Saint-Paul
- Solignac
- Le Vigen